# کارخانه قند (فیروزه)
کارخانه قند، روستایی از توابع بخش مرکزی شهرستان فیروزه در استان خراسان رضوی ایران است.

## جمعیت
این روستا در دهستان تخت جلگه قرار دارد و براساس سرشماری مرکز آمار ایران در سال ۱۳۹۰، جمعیت آن ۲۷ نفر (۸خانوار) بوده‌است.